# Magdalena Behrendt-Brandt
Magdalena Behrendt-Brandt, auch Magdalena Behrend-Brandt, geborene Magdalena Brandt (1828 in Wien – 25. Jänner 1895 in München) war eine österreichische Opernsängerin (Sopran).

## Leben
Nachdem sie bei Giovanni Gentiluomo ihre Ausbildung beendet hatte, trat sie zuerst in Pest auf, worauf sie nach Leipzig ging. 1850 gastierte sie in Frankfurt am Main, wurde daselbst bis 1854 engagiert und vermählte sich dort mit einem Kaufmann Behrendt. Im Juni 1850 gastierte sie am Berliner Hoftheater und im Mai 1851 mit gleich großem Beifall in München, worauf sie ein Engagement in letzter Stadt annahm und dort als „Norma“, „Martha“ und „Donna Anna“ debütierte. Im September beschloss sie ihr 4-1/2-monatiges Engagement und gastierte während dreier Monate 1853 in Prag, worauf sie zu ihrer Erholung nach Marienbad ging. Sie kehrte nun wieder in ein Engagement nach München zurück, gastierte 1853 in Frankfurt und Wiesbaden, im April 1855 in Hamburg, im Juli 1855 in Frankfurt und verließ am 1. Juni 1856 die Hofbühne zu München. Danach war sie ausschließlich gastierend tätig, u. a. in Wiesbaden, Prag, Berlin, Hamburg und Frankfurt. Sie verstarb in ihrer Wahlheimat München.
Sie war vor allem als Meyerbeer-Interpretin geschätzt.